# Al-Walid bin Talal
al-Walid bin Talal bin Abdulaziz Al Saud (arabiska: الوليد بن طلال بن عبد العزيز آل سعود), född 7 mars 1955 i Jidda, är en saudisk prins och affärsman. Han låg 2015 på 34:e plats bland världens rikaste personer. Hans förmögenhet uppgick då till 27,2 miljarder amerikanska dollar. Han äger flera palats och bland annat motoryachten Kingdom 5KR. Han är grundare och majoritetsägare till Kingdom Holding Company. 
al-Walid är brorson till den tidigare kungen av Saudiarabien, Abdullah bin Abdul Aziz samt barnbarn till både Saudiarabiens första kung Ibn Saud och Libanons första premiärminister Riad al-Solh.

## Utmärkelser
- Betlehemsorden,  7 november 2000
- Palestinas ärostjärneorden,  4 mars 2014
- Mauretaniens nationalförtjänstorden
- Vietnams vänskapsorden
- Kung Abdulaziz-orden
- Monoorden
- Storofficer av Grimaldiorden
- Guineas nationalförtjänstorden
- Storkors av Ouissam Alaouite-orden
- Strålande stjärnans orden
- Nigers förtjänstorden
- Gabons nationalförtjänstorden
- Malis nationalorden
- 7 november 1987-orden
- Amílcar Cabral-orden
- Centralafrikanska förtjänstorden
- Cederträdorden
- Grimaldiorden
- Guldhjärtats orden
- Ouissam Alaouite-orden
- Senegals Lejonorden
- Nishan-e-Imtiaz
- Bahrain-orden
- Voltaorden
- Storofficer av Senegals Lejonorden
- Republiken Gambias orden
- Storofficer av Cederträdorden
- Kommendör av Cederträdorden
- Afrikas stjärnas orden
- Kommendör av Hederslegionen
- Sydkoreas diplomatiska förtjänstorden
- Storkors av Gabons nationalförtjänstorden
- Ryttaren i Madara-orden
- Burkina Fasos nationalorden
- Elfenbenskustens nationalorden
- Madagascars nationalorden
- Officer av Oranien-Nassauorden
- Jordanska stjärnans orden
- Bruneis kungafamiljs orden
- Tunisiens republikorden
- Kommendör av Malis nationalorden
- Maltas nationalförtjänstorden
- Kenyas gyllene hjärtas orden
- Tchads nationalorden
- Umayyadorden
- Anjouanstjärnans orden

[Redigera Wikidata]